# Jerome Froese
Jerome Froese (Berlino, 24 novembre 1970) è un musicista tedesco, membro dal 1990 dei Tangerine Dream, gruppo fondato dal padre Edgar.
È rimasto nel gruppo assieme al padre fino al 2006, quando ha abbandonato la band per dedicarsi alla carriera solista. Dopo aver pubblicato due album ed alcuni singoli, è tornato assieme al padre nel 2010, con la pubblicazione del quinto capitolo della serie Dream Mixes.

## Biografia
Nel 1982 Froese iniziò a suonare la chitarra e le tastiere. Da allora, egli continuò imparando a suonare entrambi gli strumenti. Nel 1989 partecipò all'album dei Tangerine Dream Lily On The Beach suonando la chitarra in un brano. Un anno più tardi entrò ufficialmente a far parte della band, nell'album Melrose (1990) e partecipando al successivo tour.
Dopo l'abbandono di Paul Haslinger, il gruppo continuò la sua attività con i due Froese come unici membri ufficiali, con numerosi ospiti e collaboratori che partecipavano sia alle sessions in studio che ai concerti dal vivo, rendendo così i Tangerine Dream una sorta di collettivo musicale.
Nel 2000 Froese cominciò a pubblicare alcuni singoli ed EP da solista come DJ con lo pseudonimo di TDJ Rome. La sua prima pubblicazione fu il singolo C8 H10 N4 02 (il titolo si riferisce alla formula chimica della caffeina), contenente un solo brano e pubblicato in edizione limitata. Nel 2005 arrivò la prima pubblicazione con il suo nome, l'EP Radio Pluto, predecessore del suo primo album solista, Neptunes. In realtà, già nel 2003 l'album DM4, quarto capitolo della serie Dream Mixes, fu composto ed eseguito dal solo Jerome Froese (benché pubblicato a nome della band).
Nel 2007 uscì il suo secondo album solista, Shiver Me Timbers. Nello stesso anno, dopo un accordo con il padre, la casa discografica di Froese, Moonpop, ottenne i diritti per più di ottanta titoli pubblicati dalla band, probabilmente poiché l'accordo prevedeva che i lavori di Edgar e Jerome fossero ripubblicati separatamente. Nel 2008 fu pubblicato l'EP The Speed Of Snow, disponibile gratuitamente sul sito ufficiale della Moonpop.
Ad inizio 2009 vari album del gruppo furono ripubblicati dalla casa discografica Membran Records. Due di questi dischi, Axiat e Vintage Vanguard, furono pubblicati a nome del gruppo benché contenessero composizioni del solo Jerome. Nel 2010 Froese è rientrato nel gruppo, ri-unendosi al padre e nello stesso anno è stato pubblicato il quinto capitolo della serie Dream Mixes, DM V.

## Discografia

### Solista

#### Come Jerome Froese

##### Album
2015 - Far Side of the Face
- 2015 - Neptunes
- 2015 - Shiver Me Timbers
- 2018 - Beginn

##### Singoli ed EP
- 2004 - C8 H10 N4 O2 (singolo)
- 2005 - Radio Pluto
- 2007 - Precooked Munchies
- 2008 - The Speed of Snow

#### Come TDJ Rome
- 2000 - Serenely Confident / Vivid Scarlet Hue
- 2000 - Freeze Framezn / Ground Clearance
- 2001 - Vermond Curry / Babe Soda
- 2004 - Unpleasant Poems: A Compilation (compilation contenente i tre singoli)

### Con i Tangerine Dream (discografia principale)

#### Album in studio
- 1988 - Optical Race
- 1989 - Lily On The Beach
- 1990 - Melrose
- 1992 - Rockoon
- 1992 - Quinoa
- 1994 - Turn of the Tides
- 1995 - Tyranny of Beauty
- 1996 - Goblins Club
- 1997 - Ambient Monkeys
- 1999 - Mars Polaris
- 2000 - The Seven Letters from Tibet
- 2005 - Jeanne d'Arc
- 2007 - Madcap's Flaming Duty

#### Album live
- 1993 - 220 Volt Live
- 1997 - Tournado
- 1998 - Valentine Wheels
- 2003 - Live in America 1992